# Silêncio

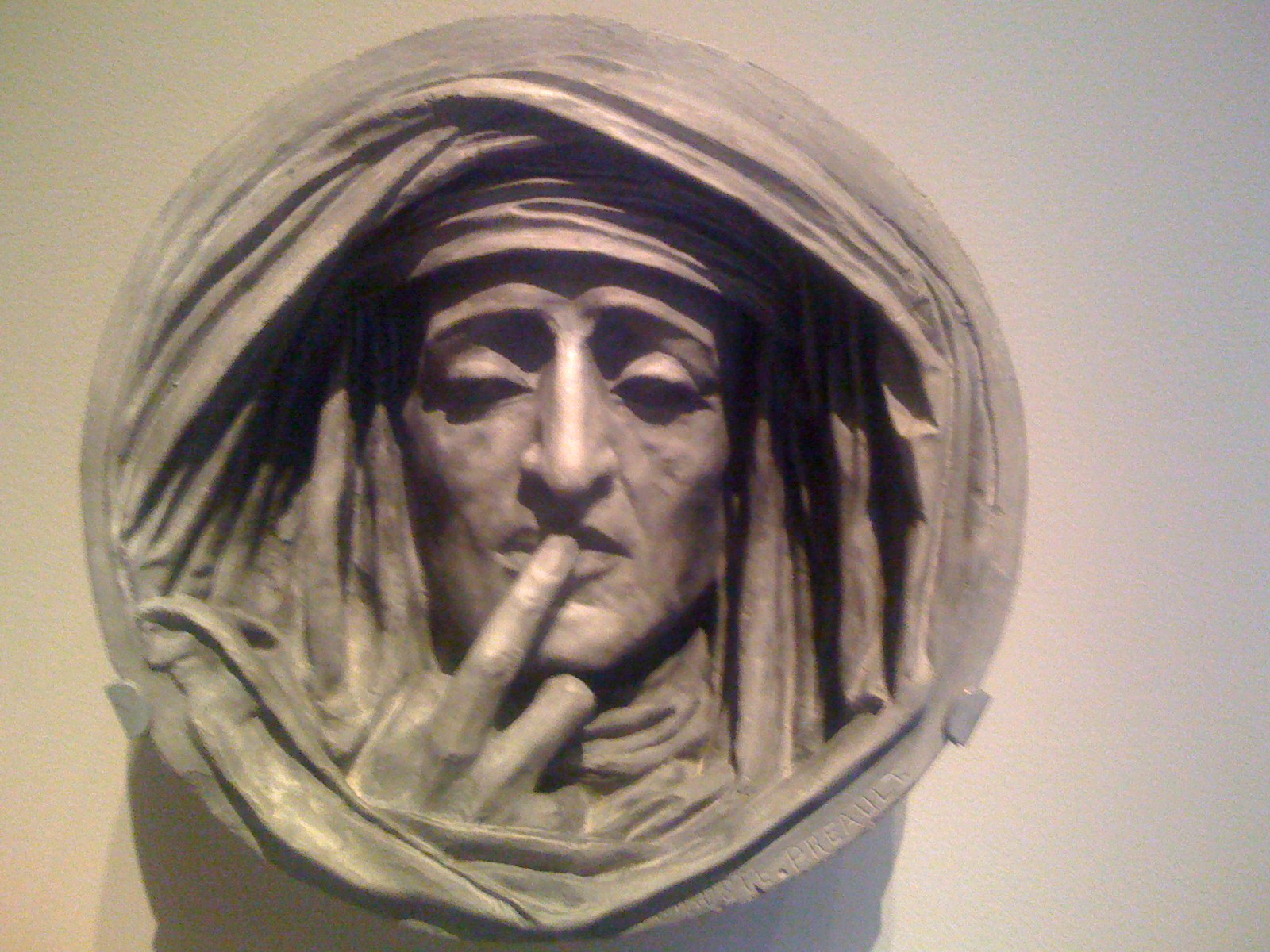
O Silêncio (1842–1843), escultura de gesso pintado de Antoine-Augustin Préault.

Silêncio é a ausência total ou relativa de sons audíveis. Por analogia, o termo também se refere a qualquer ausência de comunicação, ainda que por meios diferentes da fala. 
Na análise do discurso, breves ausências de fala marcam as fronteiras das unidades prosódicas utilizadas pelos falantes. O silêncio na fala pode ser resultado de hesitação, gagueira, autocorreção ou de uma  liberada diminuição no ritmo ou velocidade com o propósito de clarificar ou processar as ideias. 
De acordo com as normas culturais, o silêncio pode ser interpretado como positivo ou negativo. Por exemplo, numa organização cristã, além que diversas Ordens Religiosas Católicas, aos Monges fazerem o Rito de Profissão Solene ele deve fazer o voto de silêncio, que é redimir toda sua vida num sagrado silêncio durante trabalho e oração.

## Fonte da tradução
- Este artigo foi inicialmente traduzido, total ou parcialmente, do artigo da Wikipédia em inglês cujo título é «Silence», especificamente desta versão.